# Panzerbrechende Munition

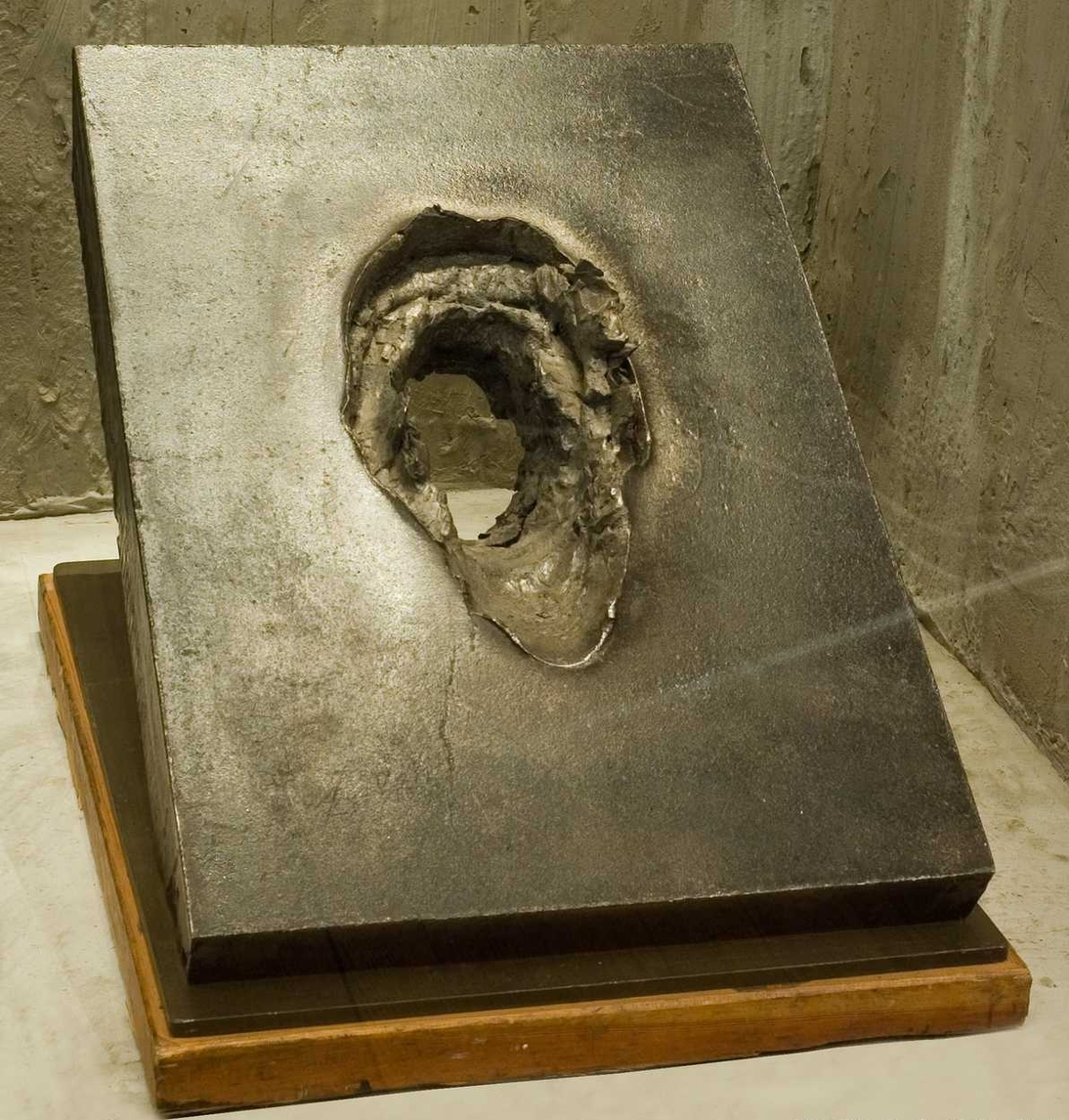
110 mm dicke Panzerplatte nach Beschuss mit panzerbrechender Munition im Kaliber 105 mm

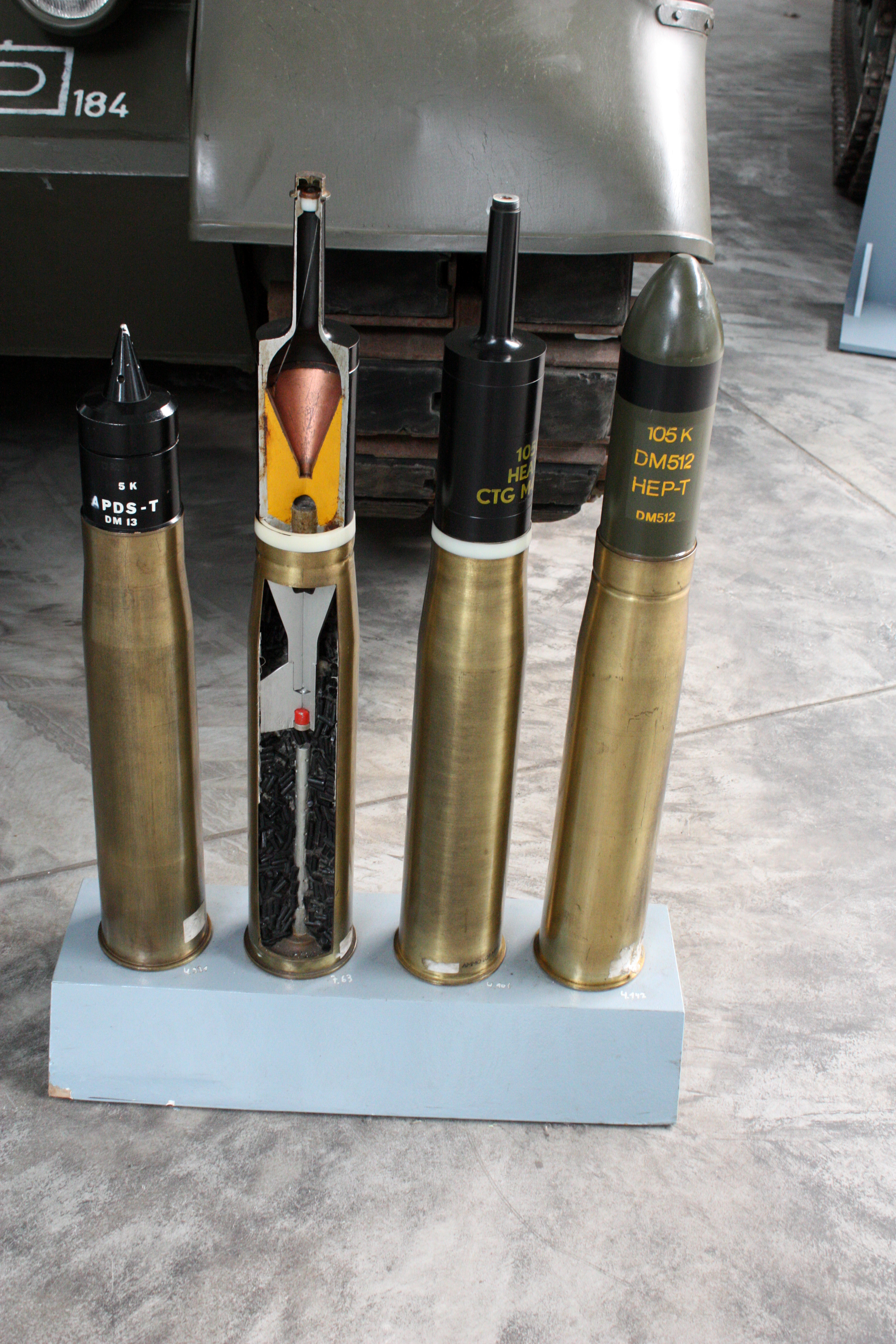
Panzerbrechende Panzermunition, v. l. n. r.: APDS, HEAT und HESH/HEP

Panzerbrechende Munition wird im militärischen Bereich eingesetzt, um die gepanzerte oder gehärtete Oberfläche von Zielen wie Panzern oder Bunkern zu durchdringen und damit zu zerstören.

## Beschreibung
Aufgrund ihres Aufbaus und auch der Wirkungsweise können grob folgende panzerbrechende Munitionsarten unterschieden werden:
- Wuchtgeschosse, die im Ziel allein aufgrund ihrer kinetischen Energie wirken.
- Hohlladungsgeschosse durchdringen die Zieloberfläche durch einen explosionsgeformten „Stachel“ (Munroe-Effekt) und werden in der Regel durch Aufschlagzünder mit geringem Abstand vor dem Ziel ausgelöst.Wirkung einer Hohlladung

Wirkung einer Hohlladung

- Projektilbildende Ladungen, die ein ähnliches Prinzip wie die Hohlladung nutzen. Der  Zündungsabstand vom Ziel beträgt aber ein Vielfaches der Hohlladung. Es wird ein aerodynamisch stabiler Penetrator geformt, der über größere Entfernungen abgeschossen werden kann.
- Quetschkopfgeschosse, die die Panzerung nicht durchdringen, sondern auf der Oberfläche explodieren. Durch die entstehende Schockwelle brechen auf der Innenseite Splitter ab (Spallation), die die Besatzung töten oder Sekundärexplosionen auslösen sollen.

Es existieren viele Varianten der einzelnen Munitionsarten und auch Mischformen. Beispielsweise ist die Panzergranate 39 als Wuchtgeschoss ausgeführt, enthält aber wie eine Sprenggranate auch eine geringe Menge Sprengstoff, um nach dem Durchdringen der Zieloberfläche gezündet zu werden.

## Andere Bezeichnungen
Im deutschen Sprachgebrauch sind wenige eindeutige Bezeichnung zur Klassifizierung oder Nomenklatur bekannt. International werden dazu englischsprachige Begriffe und Abkürzungen verwendet, die sich dazu eingebürgert haben. Im englischen Sprachgebrauch wird beispielsweise diese Munition als Armour-Piercing, kurz AP, und weiteren Abkürzungen bezeichnet, im Russischen als Bronjeboini snarjad (Бронебойный снаряд). Für Wuchtgeschosse findet sich ein Zusammenfassung zu Typen panzerbrechender Wuchtgeschosse. Nachfolgend eine Kurzübersicht von britischen (British designation) und US-amerikanischen Abkürzungen zu Bezeichnungen die sich auf Munition beziehen und zum Teil weiterführende Inhalte in Wikipedia haben:
- AHEAD - Advanced Hit Efficiency And Destruction.
- AP - Armor Piercing.
- APC / CAP - Armor Piercing Capped / Capped Armor Piercing.
- APDS - Armor Piercing Discarding Sabot.
- APFSDS - Armor Piercing Fin-Stabilized Discarding Sabot.
- API, AP-I, APT or AP-T - Armor Piercing Projectiles, Tracer steht für Leuchtspurmunition oder auch Zündsätze.
- BL&P or B.L.&P. - Blind Loaded & Plugged.  (Blind- oder Übungsmunition)
- BL&T or B.L.&T. - Blind Loaded Shell with a Tracer.
- CCAMS - Course-Corrected Anti-Missile Shell.
- CLGP - Cannon-Launched, Guided Projectile.
- CNF - Common, nose fuze.  (British projectile designation).
- CP - Common Pointed.  British designation for shells of poured or cast unhardened steel.
- CPBC - Common Pointed Ballistic Cap.  British designation.
- CPC - Common Pointed Capped.  British designation.
- DART - Driven Ammunition Reduced Time of flight.
- ERFB Extended-Range-Full-Bore-Geschoss.
- ERGM - Extended Range Guided Munition.
- FAP - Frangible Armor Piercing.
- FAPDS - Frangible Armor Piercing Discarding Sabot.
- HC - High Capacity.
- HE - High Explosive or High Effect (wie HC).
- HEI or HE-I - HE projectiles that include an Incendiary.
- HE-I-SD - Self-destructing incendiary HE projectile.
- HE-CVT - HE with a Controlled Variable Time (proximity) fuze.
- HE-IR - HE with an infrared fuze.
- HE-PF-OM - HE Pre-Fragmented OTO Munition.
- HE-PD - HE with a Point Detonating (contact) fuze.
- HE/SD - Self-destructing HE projectile.
- HENT - British HE shell with TNT burster.
- HET or HE-T - HE shell with a tracer.
- HE-T/SD - Self-destructing HE-T shell.
- HETF - British high explosive projectile with time fuze.
- HE-VT - High Explosive with a Variable Time (proximity) fuze.
- ILLUM or Illuminating - auch "Star Shells," siehe Gefechtsfeldbeleuchtung
- ILLUM-MT - Illumination round with a Mechanical Time fuze.
- LRBA - Long Range Bombardment Ammunition.
- LRLAP - Long Range Land Attack Projectiles.
- MPDS - Missile Piercing Discarding Sabot.
- OEA - Obus Explosif en Acier.  French designation for High Explosive projectiles.
- OEcl - Obus Eclairant.  French designation for Starshell.
- OI - Obus Incendiare.  French designation for Incendiary shell.
- OPf or OPF RC - Obus de Perforation or Obus de Perforation de Rupture Coiffé. (französische Bezeichnung für  APC).
- OPfK - Obus de Perforation dispositif 'K'.
- PFHE - Proximity Fuzed High Explosive.
- RAP - Rocket-Assisted Projectile.
- SAP - Semi-Armor Piercing.
- SAPBC - Semi-Armor Piercing Ballistic Cap.
- SAPER - Semi-Armor Piercing Extended Range.
- SAPHEI-T - Semi-Armor Piercing High Explosive Incendiary Tracer.
- SAPOM - Semi-Armor Piercing OTO Munition.
- SAPOM-ER - Semi-Armor Piercing OTO Munition Extended Range.
- WP - White Phosphorous or "Wiley Pete."